# 알브레히트 슈흐
알브레히트 아브라함 슈흐(독일어: Albrecht Abraham Schuch, 1985년 8월 21일~)는 독일의 배우이다. 2022년판 《서부 전선 이상 없다》의 슈타니슬라우스 카친스키 역으로 잘 알려져 있다.

## 참여 작품

### 영화
- 파울라
- 서부 전선 이상 없다 (2022년 영화)

### TV
- 폴리차이루프 110
- 타트오르트